# Muhamed Demiri
Muhamed Demiri (in macedone Мухамед Демири?; Berna, 20 novembre 1985) è un ex calciatore svizzero naturalizzato macedone di etnia albanese, di ruolo centrocampista.

## Nazionale
Nel giugno del 2010 aveva espresso ai giornali di voler giocare con la nazionale albanese, per via della sua etnia, ma poi prese la decisione di rappresentare la Macedonia.